# Marty Byrnes
Martin "Marty" William Byrnes (nacido el 30 de abril de 1956 en Syracuse, Nueva York) es un exjugador de baloncesto estadounidense que disputó cuatro temporadas NBA y otras cuatro en la liga italiana. Con 2,00 metros de altura, lo hacía en la posición de alero.

## Trayectoria deportiva

### Universidad
Jugó durante cuatro temporadas con los Orangemen de la Universidad de Syracuse, en las que promedió 11,0 puntos y 6,2 rebotes por partido. comenzó jugando en la posición de pívot, y en su primera temporada en el equipo apenas jugó unos cuantos minutos, pero todo cambió a partir de su segunda temporada, siendo en sus dos últimos años el capitán del equipo. Fue elegido en el Equipo del Siglo de la universidad en el año 2000.

### Profesional
Fue elegido en la decimonovena posición del Draft de la NBA de 1978 por Phoenix Suns, de donde fue traspasado a mitad de temporada, junto con Ron Lee y dos futuras primeras rondas del draft a New Orleans Jazz, a cambio de Truck Robinson. En los Jazz fue uno de los últimos hombres del banquillo, promediando 5,3 puntos y 2,6 rebotes por partido.
Poco antes del comienzo de la temporada 1979-80 fue cortado por el equipo, firmando días más tarde como agente libre por Los Angeles Lakers. Llegó a un equipo plagado de estrellas, capitaneado por Magic Johnson y Kareem Abdul-Jabbar, y con un rol muy definido: dar minutos de descanso a Jamaal Wilkes o a Michael Cooper. Apenas participó en 32 partidos a lo largo de la temporada, el la que promedió 2,0 puntos por encuentro, pero le valió para hacerse con su único título de Campeón de la NBA, tras derrotar en la final a los Sixers.
Al año siguiente fue incluido en el draft de expansión por la llegada a la liga de los Dallas Mavericks, quienes lo eligieron para su plantilla. En los Mavs jugó su mejor temporada en la NBA, promediando 7,8 puntos y 2,5 rebotes por partido. Tras un año en blanco, en la temporada 1982-83 fichó por Indiana Pacers, donde llegó a ser titular en 12 partidos, acabando la que sería su última temporada en la liga norteamericana con 4,9 puntos y 2,4 rebotes por encuentro.
Tras probar sin éxito durante el verano con Denver Nuggets, continuó su carrera profesional en la liga italiana, fichando por el Vicenzi Verona de la Serie A2, donde jugó prácticamente todos los minutos de la competición, promediando 22,2 puntos y 6,8 rebotes por partido. Al año siguiente fichó por el Libertas Brindisi, donde permaneció dos temporadas, firmando finalmente con el Dietor Bologna de la Serie A en 1986, donde jugaría su última temporada como profesional, promediando 13,5 puntos y 3,7 rebotes por encuentro.

## Estadísticas de su carrera en la NBA

### Temporada regular
| Temporada | Edad | Equipo             | Liga | P   | TIT | MIN  | TC  | TCA | %TC  | 3P  | 3PA | %3P  | TL  | TLA | %TL  | R.OF. | R.DEF. | REB | ASIS | ROB | TAP | PER | FP  | PTS |
| 1978-79   | 22   | TOTAL              | NBA  | 79  |     | 16.0 | 2.4 | 4.9 | .481 |     |     |      | 1.3 | 1.9 | .688 | 1.1   | 1.3    | 2.4 | 1.3  | 0.3 | 0.1 | 1.5 | 1.4 | 6.1 |
| 1978-79   | 22   | Phoenix Suns       | NBA  | 43  |     | 17.1 | 2.5 | 5.2 | .489 |     |     |      | 1.7 | 2.3 | .730 | 1.1   | 1.1    | 2.3 | 1.4  | 0.3 | 0.0 | 1.8 | 1.6 | 6.8 |
| 1978-79   | 22   | New Orleans Jazz   | NBA  | 36  |     | 14.7 | 2.2 | 4.6 | .470 |     |     |      | 0.9 | 1.5 | .611 | 1.1   | 1.5    | 2.6 | 1.2  | 0.3 | 0.2 | 1.1 | 1.2 | 5.3 |
| 1979-80   | 23   | Los Angeles Lakers | NBA  | 32  |     | 6.1  | 0.8 | 1.6 | .500 | 0.0 | 0.0 |      | 0.4 | 0.5 | .867 | 0.3   | 0.6    | 0.8 | 0.4  | 0.2 | 0.0 | 0.7 | 1.0 | 2.0 |
| 1980-81   | 24   | Dallas Mavericks   | NBA  | 72  |     | 18.9 | 3.0 | 6.3 | .479 | 0.1 | 0.3 | .450 | 1.7 | 2.2 | .764 | 1.0   | 1.4    | 2.5 | 1.6  | 0.4 | 0.2 | 0.8 | 1.8 | 7.8 |
| 1982-83   | 26   | Indiana Pacers     | NBA  | 80  | 12  | 18.0 | 2.0 | 4.7 | .420 | 0.1 | 0.3 | .231 | 0.9 | 1.2 | .747 | 0.9   | 1.5    | 2.4 | 2.2  | 0.5 | 0.1 | 0.9 | 1.9 | 4.9 |
| Total     |      |                    | NBA  | 263 | 12  | 16.2 | 2.2 | 4.8 | .463 | 0.1 | 0.3 | .326 | 1.2 | 1.6 | .736 | 0.9   | 1.3    | 2.2 | 1.6  | 0.4 | 0.1 | 1.0 | 1.6 | 5.7 |

### Playoffs
| Temporada | Edad | Equipo             | Liga | P | MIN | TCA | TC | 3PA | 3P | TLA | TL | R.OF. | REB | ASIS | ROB | TAP | PER | FP | PTS | %TC  | %3P | %FT  | MIN | PTS | REB | AST |
| 1979-80   | 23   | Los Angeles Lakers | NBA  | 4 | 8   | 1   | 3  | 0   | 0  | 4   | 6  | 1     | 1   | 1    | 0   | 0   | 1   | 0  | 6   | .333 |     | .667 | 2.0 | 1.5 | 0.3 | 0.3 |
| Total     |      |                    | NBA  | 4 | 8   | 1   | 3  | 0   | 0  | 4   | 6  | 1     | 1   | 1    | 0   | 0   | 1   | 0  | 6   | .333 |     | .667 | 2.0 | 1.5 | 0.3 | 0.3 |